# La naturaleza de la empresa
«La naturaleza de la empresa» (1937) es un artículo de Ronald Coase en el que se ofrece una explicación económica de por qué los individuos eligen formar sociedades, empresas y otras entidades comerciales en lugar de comerciar bilateralmente a través de contratos en un mercado. El autor recibió el Premio Nobel de Ciencias Económicas en 1991 en parte debido a este trabajo. 

## Resumen
Dado que la producción podría continuar sin ninguna organización, Coase se pregunta: «¿Por qué y en qué condiciones deberíamos esperar que surjan empresas?». Puesto que las empresas modernas solo pueden surgir cuando un emprendedor de algún tipo comienza a contratar personas, el análisis de Coase continúa considerando las condiciones bajo las cuales tiene sentido que un emprendedor busque ayuda contratada en lugar de contratar para una tarea en particular.
La teoría económica tradicional de la época sugiere que, debido a que el mercado es «eficiente» (es decir, aquellos que son los mejores en proporcionar cada bien o servicio de manera más económica ya lo están haciendo), siempre debería ser más barato contratar para una tarea que contratar personal. 
Coase señaló, sin embargo, que hay varios costos de transacción para usar el mercado. El costo de obtener un bien o servicio a través del mercado es, en realidad, más que solo el precio del bien. Otros costos, incluidos los costos de búsqueda e información, los costos de negociación, el mantenimiento de secretos comerciales y los costos de vigilancia y aplicación, pueden potencialmente aumentar el costo de adquirir algo a través del mercado. Esto sugiere que las empresas surgirán cuando puedan hacer arreglos para producir lo que necesitan internamente y de alguna manera evitar estos costos.
Sin embargo, existe un límite natural para lo que se puede producir internamente. Coase advierte de «rendimientos decrecientes de la función emprendedora», incluido el aumento de los costos generales y la propensión a que un gerente abrumado cometa errores en la asignación de recursos. Este es un costo compensatorio para el uso de la empresa. 
Coase argumenta que el tamaño de una empresa (medido por cuántas relaciones contractuales son «internas» a la empresa y cuántas «externas») es el resultado de encontrar un equilibrio óptimo entre las tendencias competitivas de los costos descritos anteriormente. En general, hacer que la empresa sea más grande inicialmente será ventajoso, pero los rendimientos decrecientes indicados anteriormente eventualmente se activarán, evitando que la empresa crezca indefinidamente. 
En igualdad de condiciones (ceteris paribus), una empresa tenderá a ser más grande: 
- cuanto menores son los costos de organización y más lento aumentan estos costos con un aumento en las transacciones organizadas.
- cuanto menos probable es que el empresario cometa errores y menor es el aumento de errores con un aumento en las transacciones organizadas.
- cuanto mayor es la reducción (o menor es el aumento) en el precio de oferta de los factores de producción a empresas de mayor tamaño.

Los dos primeros costos aumentarán con la distribución espacial de las transacciones organizadas y la disimilitud de las transacciones. Esto explica por qué las empresas tienden a estar en diferentes ubicaciones geográficas o a realizar diferentes funciones. Además, los cambios tecnológicos que mitigan el costo de organizar las transacciones en el espacio harán que las empresas sean más grandes —se espera que la llegada del teléfono y los viajes aéreos baratos, por ejemplo, aumenten el tamaño de las empresas—. En una nota relacionada, el uso de Internet y las tecnologías de información y comunicación modernas relacionadas parecen conducir a la existencia de las llamadas organizaciones virtuales. 
Coase no considera las relaciones no contractuales, como las que se dan entre amigos o familiares.

## Reacciones
En 1991, Coase recibió el Premio Sveriges Riksbank del Banco de Suecia en Ciencias Económicas en Memoria de Alfred Nobel. Su artículo proporcionó un avance sobre la importancia de los costos de transacción y los derechos de propiedad para la estructura institucional y el funcionamiento de la economía.
El artículo ha tenido un impacto enorme en el campo de la microeconomía, en particular al inventar esencialmente el cuerpo de investigación que se ocupa de la teoría de la empresa. El documento ha sido citado más de 40 000 veces hasta marzo de 2019, según Google Scholar. 
Yochai Benkler hizo referencia a este trabajo en su artículo «Coase's Penguin, o Linux and The Nature of the Firm», donde vincula el ensayo de Coase con el surgimiento de comunidades de producción colaborativa basada en productos comunes que usan Internet. En particular, Benkler considera la producción colaborativa basada en productos comunes un tercer mecanismo alternativo de coordinación para las transacciones económicas, además de la dicotomía formada por mercados y jerarquías. En el título del artículo, «penguin» («pingüino») se refiere al logotipo del sistema operativo Linux, invocando el desafío que representa para el trabajo de Coase al operar a través de mecanismos diferentes a los presentes en los mercados y las empresas. La resolución de este desafío, según Benkler, radica en sustituir el papel de los costos de transacción en el trabajo de Coase por el concepto de costos de oportunidad de información al explicar el surgimiento de la producción colaborativa basada en productos comunes. 
El Informe sobre el desarrollo mundial de 2019 del Banco Mundial dedicado a La naturaleza cambiante del trabajo  sugiere que las empresas y los procesos de producción se integran menos verticalmente a medida que la tecnología hace que sea más barato recurrir al mercado abierto para completar partes del proceso de producción. 
El artículo continúa inspirando nuevas áreas de investigación. Por ejemplo, en su octogésimo aniversario, se le rindió un homenaje al extender su lógica al campo de las cadenas de bloques.